# Lumban Sitio Tio
Lumban Sitio Tio is een bestuurslaag in het regentschap Aceh Tenggara van de provincie Atjeh, Indonesië. Lumban Sitio Tio telt 212 inwoners (volkstelling 2010).